# Kostel svatého Matouše (Lipoltice)
Kostel svatého Matouše se nalézá v centru obce Lipoltice v okrese Pardubice. Kostel tvoří významnou dominantu celé obce. Do areálu kostela patří i barokní kostnice z 18. století. stojící na přilehlém hřbitově u kostela. Kostel je spolu s celým areálem přilehlého hřbitova chráněn jako kulturní památka. Národní památkový ústav tento kostel uvádí v katalogu památek pod rejstříkovým číslem 45814/6-2112.

## Historie kostela
Gotický kostel svatého Matouše pochází přibližně z období kolem roku 1280. Původně byl areál kostela opevněn zdí a 2–3 m hlubokým příkopem. Gotický původ kostela je vidět na zachované křížové klenbě a na gotickém okénku. 
Lipoltický kostel náležel k arcijáhenství kouřimskému a děkanství čáslavskému. Roku 1350 byla lipoltická farnost zřízena pražským arcibiskupstvím coby plebánie a roce 1384 měla svého faráře. 
Kostel byl několikrát přestavován a opravován. Areál kostela byl dobudován roku 1849. Naposledy byl opravován v letech 1989-1993.

## Popis kostela
Farní kostel svatého Matouše v obci Lipoltice je trojlodní, orientovaný. Má loď 11 m dlouhou a 10,50 m širokou, presbytář 6,60 m dlouhý a 5,40 m široký, kruchta je 5,50 m dlouhá a  4,90 m široká, sakristie je 3,75 m dlouhá a 2,20 m široká. 
Původně byl kostel o něco menší než dnes. V nynější podobě byl přestavěn za pana Romedia z Thunů. Roku 1870 byl kostel důkladně opraven a při opravě byly nalezeny na zdech staré malby. Asi v roce 1892 bylo přistoupeno k razantnímu rozšíření kostela. Proto byl zbořen gotický presbytář a kostelní loď byla prodloužena k východu. Loď dostala také nový strop a celý kostel nové krovy. Touto přístavbou byly staré fresky opět zničeny. Kostelní věž je vystavěna nad vchodem do kostela. Končí dřevěnou kulatou bání, jež vybíhá ve špičku. Byla opravena roku 1900. Dnešní kostel je vymalován od akademického malíře Josefa Ottmara z Ústí nad Orlicí. 
Lipoltický kostel patří mezi staré opevněné kostelíky.

## Vybavení kostela
Hlavní oltář má obraz sv. Matouše, malovaný akademickým malířem Josefem Papáčkem z Chrudimi. 
Pod kruchtou jsou dřevěné sochy sv. Františka Serafinského a sv. Františka z Pauly, řezbářské dílo, 2 m vysoké a 0,60 m široké.
Křtitelnice je barokní, 1,70 m vysoká a 0,60 m široká.
Na věži je zvon, 0,70 m vysoký a 0,60 m široký s nápisem: Tento zvon ulil k slávě boží Mistr Ondřej Ptáček na Horách Kutných L. P. 1513.

## Galerie

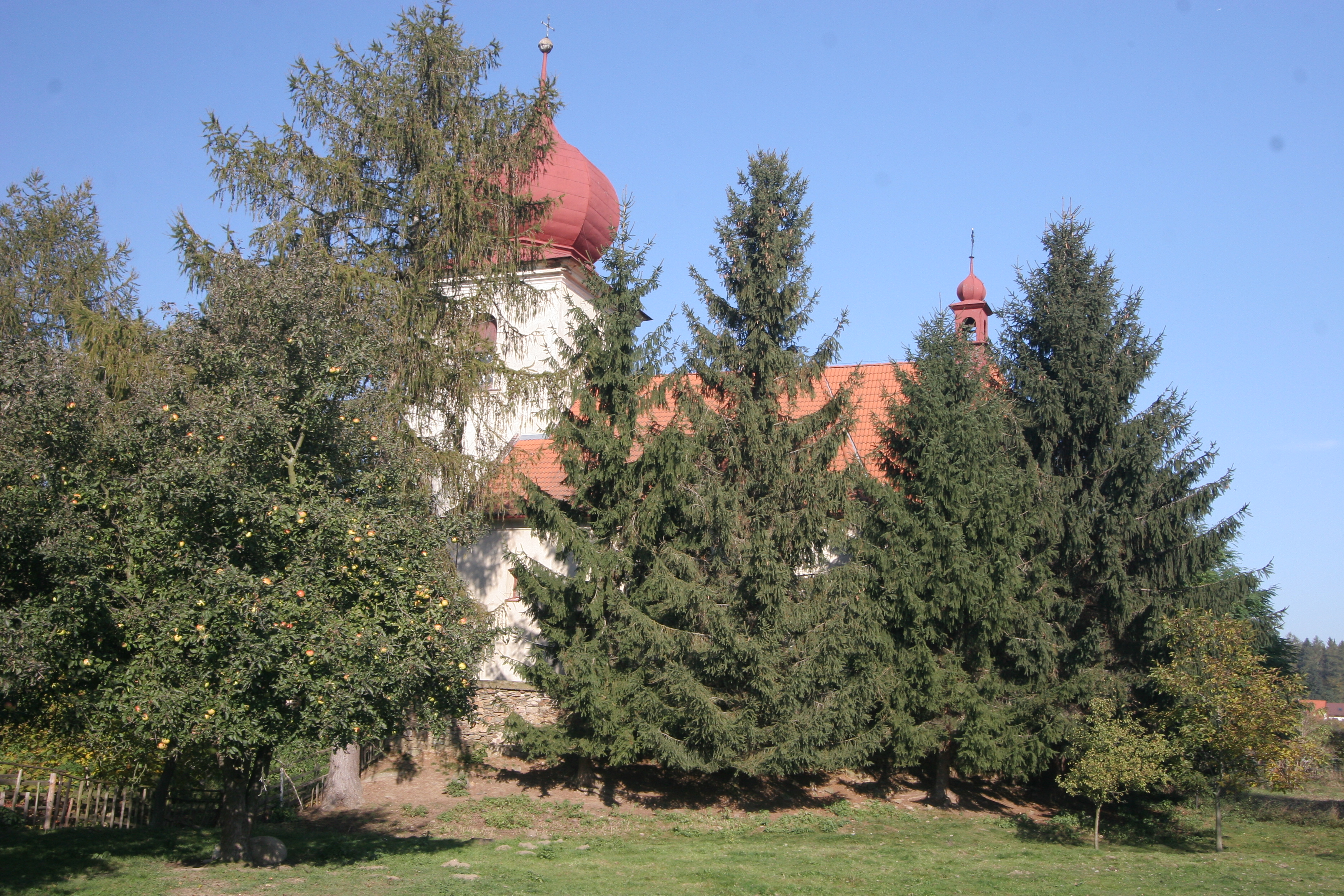
pohled na kostel sv. Matouše (Lipoltice)
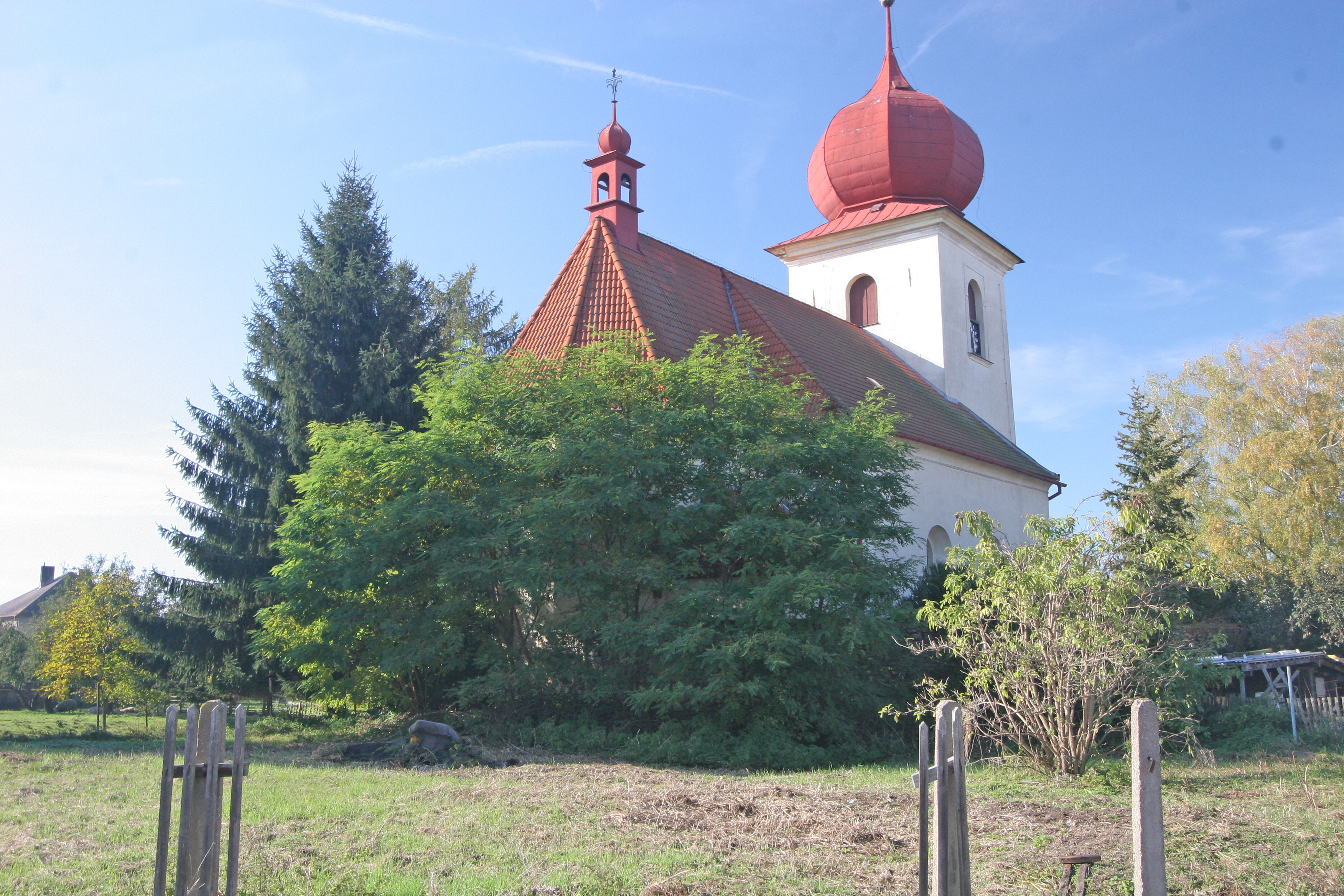
pohled na kostel sv. Matouše (Lipoltice)